# Henderson European Trust
Henderson European Trust plc ist eine britische Investmentgesellschaft mit Sitz in London. Das Unternehmen investiert hauptsächlich in überwiegend in europäische Aktien (ohne Großbritannien). Das Portfolio besteht aus 35 bis 45 Aktien, bevorzugt Unternehmen mit hoher Marktkapitalisierung. Es sind jedoch auch Investitionen möglich in Unternehmen mit geringer oder mittlerer Marktkapitalisierung oder in Unternehmen, die außerhalb Europas notiert sind.
Das Unternehmen investiert in verschiedene Sektoren wie Finanzdienstleister, Industriewerte, Gesundheitswesen, Technologie, Chemie, zyklische Konsumgüter, Energie. Der geografische Schwerpunkt des Unternehmens liegt in Frankreich, Deutschland, den Niederlanden, Finnland, Großbritannien, Belgien, Dänemark, der Schweiz, Schweden, Italien und Spanien. Eigentümerin ist die britische Investmentgesellschaft Janus Henderson. 
Im Mai 2025 beliefen sich die verwalteten Mittel auf insgesamt 664 Mio. Pfund.
Die Fondsmanager des Trusts sind Robert Schramm-Fuchs und Nick Sheridan.
Das Unternehmen ist an der Londoner Börse gelistet und Teil des FTSE 250 Index.

## Geschichte
Das Unternehmen wurde im Januar 1947 als London and Gartmore Investment Trust gegründet. Im November 1986 änderte es seinen Namen in Gartmore European Investment Trust und im November 2011 in Henderson European Focus Trust. Es wurde einer Umstrukturierung unterzogen, bei der es die Vermögenswerte von Henderson Eurotrust übernahm und im Juli 2024 seinen Namen in Henderson European Trust änderte.